# Koteljnič
Koteljnič (ruski: Коте́льнич) je lučki grad u Kirovskoj oblasti u Rusiji.

## Zemljopisni položaj
Nalazi se na 58°18'28" sjeverne zemljopisne širine i 48°19'5" istočne zemljopisne dužine, na desnoj obali Vjatke, blizu ušća rijeke Molome u Vjatku, 124 km jugozapadno od Kirova.

## Povijest
Naselje Kokšarov (ruski: Кокшаров) se prvi put spominje 1143. godine. Preimenovano je u Koteljnič 1181.
Gradski status je dobio 1780.

## Promet
Nalazi se na velikoj željezničkoj prometnici, transsibirskoj pruzi.

## Stanovništvo
2002.: 28.245 (popis)
1989.: 36.841 (popis)

## Zanimljivosti
Dijel obale Vjatke, na kojem se nalazi Koteljnič, je veliko nalazište fosilnih ostataka parejazaura (Pareiasauridae), jednog od najvećih na svijetu.